# Вишогруд (гміна)
Гміна Вишогруд (пол. Gmina Wyszogród) — місько-сільська гміна у центральній Польщі. Належить до Плоцького повіту Мазовецького воєводства.
Станом на 31 грудня 2011 у гміні проживало 5848 осіб.

## Площа
Згідно з даними за 2007 рік площа гміни становила 97.93 км², у тому числі:
- орні землі: 74.00%
- ліси: 10.00%

Таким чином, площа гміни становить 5.44% площі повіту.

## Населення
Станом на 31 грудня 2011:
| Опис     | Загалом | Загалом | Чоловіки | Чоловіки | Жінки | Жінки |
| -------- | ------- | ------- | -------- | -------- | ----- | ----- |
| одиниця  | осіб    | %       | осіб     | %        | осіб  | %     |
| все      | 5848    | 100     | 2899     | 49.57    | 2949  | 50.43 |
| міське   | 2737    | 100     | 1351     | 49.36    | 1386  | 50.64 |
| сільське | 3111    | 100     | 1548     | 49.76    | 1563  | 50.24 |

## Сусідні гміни
Гміна Вишогруд межує з такими гмінами: Брохув, Ілув, Мала Весь, Млодзешин, Нарушево, Червінськ-над-Віслою.